# Microman
Microman (Ciudad de México, 30 de septiembre de 1998) es un luchador profesional mexicano. Actualmente trabaja para las empresas Major League Wrestling (MLW) y Lucha Libre AAA Worldwide (AAA).
Anteriormente trabajó para la empresa mexicana Consejo Mundial de Lucha Libre (CMLL). Microman tiene enanismo y compitió en la división Micro-Estrellas (exclusiva para personas pequeñas del CMLL). Es hijo de KeMonito, también personita, que trabaja como mascota en el CMLL. El verdadero nombre del Microman no es una cuestión de registro público, como suele ser el caso de los luchadores enmascarados en México, donde sus vidas privadas se mantienen en secreto de los fanáticos de la lucha libre. Simplemente se puede deducir que su apellido paterno es Juárez, como el de su padre.

## Primeros años
Microman nació el 30 de septiembre de 1998 en Ciudad de México, siendo hijo de KeMonito, manáger de lucha libre profesional. Al crecer, se convirtió en fanático de Mascarita Dorada, quien, a diferencia de su padre, era un luchador profesional activo, a pesar de su enanismo.
Era estudiante de informática, pero abandonó sus estudios para perseguir una carrera como luchador profesional. Cuando tuvo la edad suficiente para comenzar a entrenar, Microman le pidió permiso a su padre para ser luchador, lo que a su vez llevó a KeMonito a pedirle a su viejo amigo Último Guerrero, entrenador en jefe de la escuela de lucha libre del CMLL, que preparara a su hijo. Guerrero inicialmente le expresó su preocupación porque no había otros luchadores de tamaño similar entrenando en la escuela en ese momento. No obstante, después de convencerse de la dedicación de Microman, accedió a entrenarlo.

## Carrera

### Consejo Mundial de Lucha Libre (2017-2021)
En el momento en que Microman completó su entrenamiento, el Consejo Mundial de Lucha Libre no tenía ningún otro luchador enano activo, pero decidió tener varias de sus mascotas, así como luchadores enanos del circuito independiente, unirse a una división "Micro-Estrellas" recién creada. Microman y El Gallito derrotaron a Zacarías el Perico y Cuije en el primer combate de Micro-Estrellas en uno de los programas del "Día del niño" de CMLL. Como parte de la división, CMLL también contrató a un árbitro de Micro-Estrella. Si bien la mayoría de los combates en CMLL fueron los mejores combates de dos de tres caídas, los primeros combates de Micro-Estrella fueron de una caída, pero luego se trasladaron al formato tradicional de dos de tres caídas. Microman y las Micro-Estrellas aparecerían en varios programas de CMLL, además de hacer apariciones especiales en el circuito independiente mexicano, como The Crash, Promociones El Cholo o Desastre Total Ultraviolento. Con 1,00 m de altura, Microman era el luchador más bajo de México cuando hizo su debut.
Para el primer aniversario de la división Micro-Estrellas, CMLL llevó a cabo un combate de eliminación del torneo cibernético de ocho micros, con toda la división Micro-Estrella activa en ese momento. Microman hizo equipo con Átomo, Guapito y Zacarías para enfrentarse a Angelito, Chamuel, El Gallito y Mije. Al final, Microman cubrió a Chamuel para ganar el torneo. Después del aniversario, Microman y Chamuel comenzaron una rivalidad, en la que a menudo Chamuel rasgaba la máscara de Microman o la robaba durante su lucha. Las Micro-Estrellas hicieron su debut en un importante programa de CMLL el 11 de noviembre de 2018, cuando Microman, Átomo y Gallito derrotaron a Chamuel, Mije y Zacarías dos caídas a uno en el evento del "Día de Muertos". La rivalidad entre Microman y Chamuel condujo al primer combate uno contra uno en la división Micro el 30 de agosto de 2019, como parte del Gran Prix Internacional de CMLL. El combate terminó en descalificación ya que Chamuel fue descalificado por arrojar su máscara a Microman en un intento de engañar al árbitro. La disputa entre los dos condujo a una Lucha de Apuestas, lucha de máscara contra máscara, entre los dos como parte del Show del 86 Aniversario de CMLL. La lucha fue la primera vez en 32 años que dos "Micros" tuvieron una lucha de apuestas. Microman ganó la tercera y decisiva caída, lo que obligó a Chamuel a desenmascararse y revelar su nombre real. Con el éxito de las Micro-Estrellas, CMLL presentó el Campeonato Mundial de Micro-Estrellas del CMLL en diciembre de 2019. Microman y otras cinco Micro-Estrellas (Chamuel, Átomo, Gallito, Guapito y Zacarías) participaron en el combate de eliminación para determinar el primer campeón el 25 de diciembre. Al final, Chamuel cubrió a Microman para eliminarlo y ganar el campeonato poniendo fin a la rivalidad.
En noviembre de 2021, Microman anunció su salida del CMLL.

### Circuito independiente (2017-presente)
Mientras trabaja para CMLL, Microman, como todos los trabajadores de CMLL, puede realizar reservas de circuitos independientes en los días en que CMLL no lo necesita. Las apariciones en circuitos independientes de Microman generalmente lo ven en equipo y enfrentándose a otros Micro-Estrellas de CMLL. Su primer combate fuera del CMLL fue el 14 de junio de 2017, en un show de Promociones El Cholo en Tijuana, Baja California, en el que Microman y El Gallito derrotaron a Mije y Zacarías por descalificación. También hicieron una aparición especial para The Crash, una de las empresas independientes más grandes de México, con Microman y Gallito una vez más derrotando a Chamuel y Zacarías el 2 de marzo de 2019. Para el espectáculo "Homenaje a Mr. Niebla" el 4 de enero de 2020, Zacarías, vestido como el recientemente fallecido Mr. Niebla, derrotó a Microman.

## Filmografía

### Cine
| Año  | Título                    | Papel    | Notas                                |
| ---- | ------------------------- | -------- | ------------------------------------ |
| 2023 | Kemonito: La última caída | Él mismo | Documental biográfico sobre su padre |

## Campeonatos y logros
- Lucha Libre AAA Worldwide
  - Copa Triplemanía (Noveno Ganador)

## Luchas de apuestas
| Ganador            | Perdedor          | Lugar            | Evento                    | Fecha                    | Notas      |
| ------------------ | ----------------- | ---------------- | ------------------------- | ------------------------ | ---------- |
| Microman (máscara) | Chamuel (máscara) | Ciudad de México | 86th Aniversario del CMLL | 27 de septiembre de 2019 | [ Nota 1 ] |